# Hipparchia cordieri
Hipparchia cordieri är en fjärilsart som beskrevs av Chneour 1952. Hipparchia cordieri ingår i släktet Hipparchia och familjen praktfjärilar. Inga underarter finns listade i Catalogue of Life.